# 圣普雷热阿尔芒东
圣普雷热阿尔芒东（法語：Saint-Préjet-Armandon，法語發音：[sɛ̃ pʁeʒɛ aʁmɑ̃dɔ̃]）是法国上卢瓦尔省的一个市镇，位于该省西北部，属于布里尤德区。

## 地理
圣普雷热阿尔芒东（45°15'17"N, 3°32'29"E）面积8.47 平方千米，位于法国奥弗涅-罗讷-阿尔卑斯大区上盧瓦爾省，该省份为法国中南部省份，北起多姆山省和卢瓦尔省，西接康塔爾省，南至洛泽尔省，东临阿尔代什省。
与圣普雷热阿尔芒东接壤的市镇（或旧市镇、城区）包括：沙萨涅、科拉、多梅拉、弗吕日耶尔勒潘、蒙克拉尔、波拉盖、瓦尔斯勒沙斯泰勒。
圣普雷热阿尔芒东的时区为UTC+01:00、UTC+02:00（夏令时）。

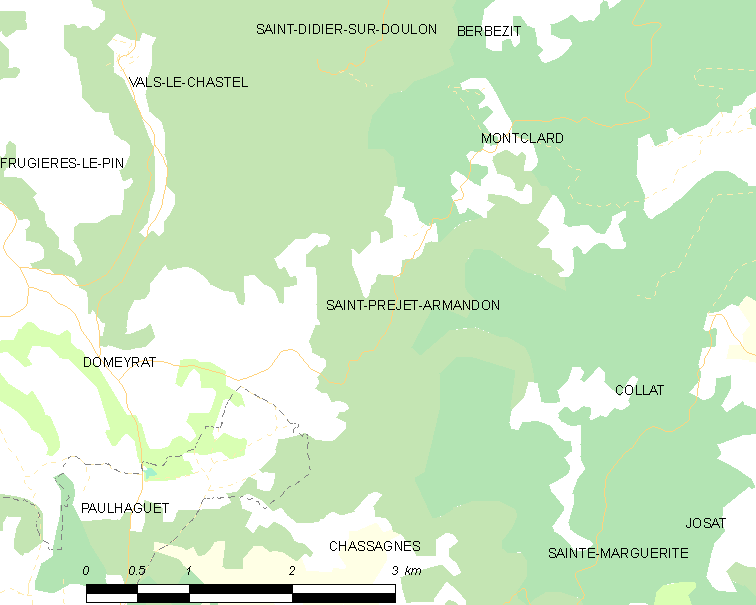
圣普雷热阿尔芒东的OSM定位图

## 行政
圣普雷热阿尔芒东的邮政编码为43230，INSEE市镇编码为43219。

## 政治
圣普雷热阿尔芒东所属的省级选区为拉法耶特地区县。

## 交通
上卢瓦尔省省道D20线、D207线和D221线经过境内。

## 人口

1962-2008年间圣普雷热阿尔芒东人口变化图示

圣普雷热阿尔芒东于2022年1月1日时的人口数量为110人。